# 杭蓟
杭蓟（学名：[Cirsium tianmushanicum] 错误：{{Lang}}：文本有斜体标记（帮助））是菊科蓟属的植物，是中国的特有植物。分布在中国大陆的浙江等地，一般生于山坡林中，目前尚未由人工引种栽培。